# 第十五屆全國運動會及全國第十二屆殘疾人運動會暨第九屆特殊奧林匹克運動會澳門賽區組織委員會
第十五屆全國運動會及全國第十二屆殘疾人運動會暨第九屆特殊奧林匹克運動會澳門賽區組織委員會（葡文簡稱：COZCM-JNOED）是澳門特別行政區政府社會文化司轄下部門。該部門於2024年8月15日成立，第十五屆全國運動會及全國第十二屆殘疾人運動會將“同期同地”舉行，而澳門賽區將承辦全運會4個競賽項目與1個群眾項目，以及全國殘特奧會2個比賽項目，合共7項不同類型的體育賽事，因此，需要設立涵蓋兩項運動會的組委會，取代現有的第十五屆全國運動會澳門賽區組織委員會。是次設立的組委會仍由社會文化司司長擔任主席。
全運會及全國殘特奧會首次由粵港澳三地政府共同承辦，基於其重要性，特區政府需設立項目組性質的第十五屆全國運動會及全國第十二屆殘疾人運動會暨第九屆特殊奧林匹克運動會澳門賽區籌備辦公室（葡文簡稱：GPOZCM-JNOED），且直屬社會文化司司長並在其指示下運作。

## 組織委員會

### 職能
旨在統籌與第十五屆全國運動會及全國第十二屆殘疾人運動會暨第九屆特殊奧林匹克運動會澳門賽區有關的工作，尤其是協調行政當局各部門及社會各實體的工作。

### 組成
由社會文化司司長擔任主席，並由下列成員組成：
- 籌備辦公室主任，並由其擔任秘書長
- 籌備辦公室副主任，並由其擔任副秘書長

- 社會文化司司長辦公室代表一名；

- 體育局代表一名；
- 衛生局代表一名；
- 新聞局代表一名；
- 市政署代表一名；
- 旅遊局代表一名；
- 警察總局代表一名；
- 海關代表一名；
- 消防局代表一名；
- 公共建設局代表一名；
- 交通事務局代表一名。

### 行政支援及財政負擔
第十五屆全國運動會及全國第十二屆殘疾人運動會暨第九屆特殊奧林匹克運動會澳門賽區籌備辦公室向組委會提供運作所需的技術、行政及後勤輔助。
組委會的運作負擔由辦公室的預算承擔。

### 組織法例
第135/2024號行政長官批示（2024年8月14日《澳門特別行政區公報》）設立第十五屆全國運動會及全國第十二屆殘疾人運動會暨第九屆特殊奧林匹克運動會澳門賽區組織委員會。

## 籌備辦公室

### 職責
- 在第十五屆全國運動會及全國第十二屆殘疾人運動會暨第九屆特殊奧林匹克運動會澳門賽區組織委員會的統籌下，跟進及執行於澳門賽區籌辦上述運動會賽事的各項工作及活動；
- 為籌辦上項所指運動會賽事而組織經上級確認的測試賽；
- 按照辦公室與體育局的分工，跟進與籌辦（一）項及（二）項賽事相關的採購工作；
- 執行上級指派的其他工作。

辦公室應與體育局及其他公共部門和實體互相合作及協調，體育局及其他公共部門和實體亦應向辦公室提供所需的資訊及其他協助。

### 組織法例
第136/2024號行政長官批示（2024年8月14日《澳門特別行政區公報》）設立屬於項目組性質的第十五屆全國運動會及全國第十二屆殘疾人運動會暨第九屆特殊奧林匹克運動會澳門賽區籌備辦公室。